# Пойда Артем Володимирович
Арте́м Володи́мирович По́йда (нар. 14 квітня 1994 — пом. 21 січня 2015) — молодший сержант Збройних сил України, учасник російсько-української війни.

## Життєпис
Рано залишився без батька, виростав з мамою, старшим братом та бабусею. Навчався в Новопразькому НВК, після закінчення 11-го класу проходив строкову службу в лавах ЗСУ. Демобілізувався у жовтні 2013 року. У квітні 2014 року добровольцем прийшов у військкомат за мобілізацією.
Молодший сержант, вогнеметник 17-го окремого мотопіхотного батальйону, 57-ма окрема мотопіхотна бригада.
Загинув 21 січня 2015 року під час відбиття масованої атаки російських збройних формувань на взводному опорному пункті 717-го блокпосту — західна околиця Горлівки, терористи вели тривалий вогонь з мінометів і САУ. Артем помітив мікроавтобус з 12-ма терористами та вогнеметом його знешкодив — цим самим зберіг життя багатьом своїм побратимам. Загинув від розриву снаряда, за хвилину до смерті з вогнемета «Шмель» влучив у вороже бронеавто. Поліг від кулі, що пройшла між пластинами бронежилета. По цьому побратими підбили з гранатомета «Газель» із терористами, звідки вівся вогонь.
21 січня 2015 року поблизу Горлівки терористи втратили 25 убитими та понад 30 пораненими. Також українські сили знищили 1 танк, 2 БРДМ й 2 БТР. Окрім того, "ДНР"івський танкіст, відступаючи, розвернувся та почавив терористичну піхоту і протаранив 2 БРДМи.
Без Артема лишились мама та старший брат.
Похований у Новій Празі.

## Нагороди та вшанування
- Указом Президента України № 270/2015 від 15 травня 2015 року, «за особисту мужність і високий професіоналізм, виявлені у захисті державного суверенітету та територіальної цілісності України, вірність військовій присязі», нагороджений орденом «За мужність» III ступеня (посмертно)[1].
- Указом № 24 від 19 серпня 2017 року нагороджений відзнакою «Народний Герой України» (посмертно)[2].
- Нагороджений відзнакою Громадської Спілки "Всеукраїнське об'єднання «Ми українці» орденом «Хрест Героя» (посмертно).
- 17 вересня 2015 року у Новій Празі на будівлі школи відкрили меморіальну дошку Артему Пойді[3].
- Вшановується в меморіальному комплексі «Зала пам'яті», в щоденному ранковому церемоніалі 21 січня[4][5].